# 安培山
安培山(Mons Ampère)是月球近月面亚平宁山脉中的一座山峦，高约3000米，底部直径30公里，月面座标为19°18′N 3°42′W / 19.3°N 3.7°W。
东北方是相邻的达高5400米的惠更斯山。

## 命名
该山以法国物理学家安德烈-马里·安培（André-Marie Ampèra）之名命名，该名也是电流的基本单位。

## 引用

### 另请参阅
- 月球表面特征列表

### 相关文章
- 《月球表面》